# Seducción
A Seducción (jelentése spanyolul: ’Csábítás’) Thalía El sexto sentido című stúdióalbumának harmadik kislemeze, amelyet 2006-ban adtak ki. Szerzői a kolumbiai Estéfano és Julio Reyes. Eredetileg ezt tervezték az album bemutató kislemezének, amely végül az utólagosan felvett Amar sin ser amada lett.
A dal 32. lett a Billboard Top Latin Songs listán, 14. a Latin Pop Songs és 23. a Latin Tropical Airplay slágerlistákon.

## A dal és a videóklip
A Seducción, mint arról a címe is árulkodik, egy gyors, dinamikus dance-dal, meglehetősen érzéki szöveggel, a diszkók számára ideális. A videóklip alapvetően egy jelmezbált elevenít meg, ahol a résztvevőknek szigorúan fehérbe kellett öltözniük az új esztendő, „talán éppen 3000” köszöntésére „egy Saint-Tropez-i klubban”. Több mint 150 különlegesség és modell gyűlt össze, hogy részt vegyen a forró hangulatú, érzéki buliban. Thalía szexisebb és látványosabb volt, mint valaha az olasz Roberto Cavalli által tervezett fürdőruhában, saját Thalía Sodi kollekciójából való fekete strandkendőben, Giuseppe Zanotti csizmában, és ahogy ő mondta, egy „megafrizurában”.
A klipet az előző kettőhöz hasonlóan Jeb Brien rendezte, a forgatás egy New York-i diszkóban történt. Az EMI Latin honlapján, majd a Primer Impacto („Első benyomás”) című mexikói tévéműsorban mutatták be először. Nem hozta meg a várt sikert, és az igényesebb rajongók is élesen bírálták a klipet igénytelensége miatt.

## Külső hivatkozások
- Thalía – El sexto sentido (Thalia.com)
- Seducción. YouTube